# Madhuca penicillata
Madhuca penicillata är en tvåhjärtbladig växtart som först beskrevs av George King och James Sykes Gamble, och fick sitt nu gällande namn av Herman Johannes Lam. Madhuca penicillata ingår i släktet Madhuca och familjen Sapotaceae. IUCN kategoriserar arten globalt som sårbar. Inga underarter finns listade i Catalogue of Life.